# Хергіані Михайло Віссаріонович

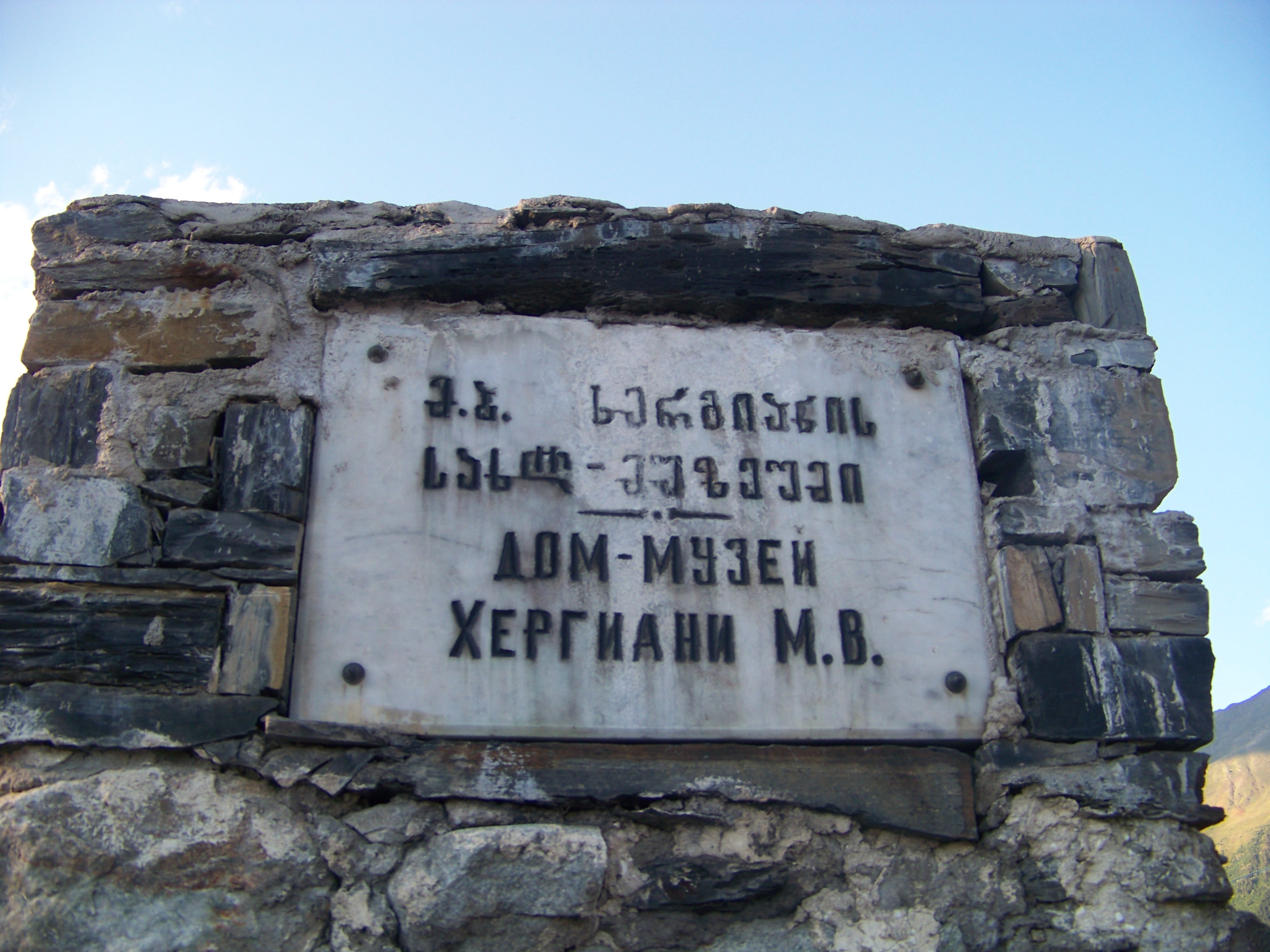
Пам'ятник Михаїлу Хергіані

Михайло (Міхаїл, Чхумліан, Чхвімліан, Чхвімлід) Віссаріонович Хергіані (20 березня 1935 р., Местіа, Грузинська РСР — 4 липня 1969 р., плато Суальто, Італія, при сходженні) — радянський спортсмен-альпініст, легенда радянського альпінізму, неодноразовий переможець чемпіонатів СРСР.

## Біографія
- Михайло Хергіані є сином одного з перших альпіністів Сванетії Віссаріона Хергіані, сходжувача на Ушбу в 1937 р. Його дядько і двоюрідний брат — також альпіністи.

- Дитинство і юність провів Чхумліан в Сванетії. З дитинства слухав розповіді про сходження, бродив по навколишніх горах, лазив по скелях, займався гірськими лижами і національною боротьбою.

Про своє ім'я Хергіані говорив: 
«У мене … три імені. Справжнє моє ім'я Чхумліан. Так назвали мене при хрещенні на честь одного нашого далекого предка. Друге моє ім'я — Міна, так називають мене вдома батько, брати, сестри, найближчі родичі. І третє моє ім'я російське — Міхаїл. Мішею, Міхаїлом охрестили мене вперше в школі інструкторів альпінізму, не могли вимовити — Чхумліан. А тепер у мене і в паспорті написано: рос. «Михаил Хергиани».»
- В 1950 закінчив 9 класів загальноосвітньої школи;

- В 1951 у закінчив Школу інструкторів альпінізму ВЦСПС;

- В 1952—1956 працював інструктором в альптаборі «Металург» (ущ. Адир-су);

- З 1956 — начальник рятувального загону альпіністського табору «Спартак» (ущ. Шхельди).

## Досягнення та нагороди
- 1952 — виконав норми II розряду з альпінізму і став чемпіоном ВЦРПС зі скелелазіння;
- 1956 — майстер спорту СРСР;
- 1956 — чемпіон СРСР за першопроходження ІІІ ст. Тютю-баші (разом з Ю. Мурзаєвим, Л. Заніловим і А. Сіньковським);
- 1957 — чемпіон СРСР за першопроходження ІІІ ст. Донгуз-Оруна в двійці з Йосипом Кахіані;
- 1963 — заслужений майстер спорту СРСР;
- 1964 — чемпіон СРСР, Ушба по дзеркалах (у складі групи: Михайло Хергіані (двоюрідний брат), Шаліко Маргіані, Джумбер Кахіані, Гіві Цередіані і Джок Гугава);
- 1966 — Орден «Знак Пошани» за видатні спортивні досягнення;
- Всього Михайло Хергіані сім разів ставав чемпіоном СРСР зі скелелазіння.
- За своє вміння з неймовірною швидкістю проходити складні скельні маршрути отримав від англійських альпіністів прізвисько «Тигр скель».

## Загибель
Михайло Хергіані загинув при спробі рекордного сходження на 700-метрову стіну Суальто в італійських Доломітових Альпах.
Влітку 1969 року група радянських альпіністів вирушила в Італійські Альпи для здійснення ряду ефектних сходжень, завершивши їх рекордом на горі Суальто. На останній маршрут разом з Хергіані відправився українець В'ячеслав Онищенко.
Хергіані, який йшов першим, зірвався і став падати вниз з купою великих каменів. Онищенко, який перебував за перегином, не бачив моменту зриву, але тільки почув гуркіт і крик, приготувався до ривка. Ривок був, але тут же мотузка ослабла: її перебили камені, що летіли за Хергіані слідом.
Загалом Хергіані пролетів по кулуару близько 600 метрів і розбився об каміння.
Похований у рідному селищі Местіа в Грузії.

## Пам'ять
- В 1971 р. заснований приз імені Хергіані зі скелелазіння;
- На його честь названа Скеля Хергіані в Криму, що служила місцем проведення низки змагань зі скелелазіння; вершина в Туркестанському хребті на Паміро-Алаї; альпіністський маршрут у Врачанському масиві в Болгарії;
- Меморіальні дошки встановлені в альптаборі «Шхельда», на горі Хрестовій під Ялтою, на вершині Су-Альто;
- У с. Местія (Грузія) щоліта проходили свята, присвячені Хергіані — «День Міші»;
- Володимир Висоцький присвятив його пам'яті військову пісню «Ти йдеш по кромці льодовика …»; так само вірші про Хергіані написані Юрієм Візбором — («Пам'яті Михаїла Хергіані»), Євгеном Євтушенком («Мотузка Хергіані»);
- У пісні Юрія Візбора «Третій полюс» є рядок: «…Здесь слышен голос Мишки Хергиани»;
- У 1985 році в рідному домі Хергіані в с. Местія організовано меморіальний Будинок-музей;
- В 1987 р. Міжнародний центр малих планет при Смітсонівській обсерваторії в США за пропозицією першовідкривача, радянського астронома Миколи Степановича Черних ім'ям Хергіані названо малу планету (3234 Хергіані — в каталозі малих планет), що знаходиться в кільці астероїдів між орбітами Марса та Юпітера.

## Книги про Хергіані
- Александр Кузнецов. «Внизу Сванетия», 1969. Книга о народе сванов, написана с помощью Михаила Хергиани и посвящена ему .
- Олег Куваев в 1970 г. написал рассказ «Устремляясь в гибельные выси». В основе рассказа — личное знакомство автора с М. В. Хергиани и И. Г. Кахиани.
- Юрий Бурлаков. «Восходитель». Серия: Сердца, отданные спорту. Москва, Физкультура и спорт, 1979.
- Александр Берман. «Среди стихий». Москва, Физкультура и спорт, 1983. Имеет главу об восхождениях Михаила Хергиани, написанную со слов героя, но не в документальном стиле [недоступне посилання з грудня 2019].
- Мирон Хергиани. «Тигр скал», Москва, Советский писатель, 1989. Брат Михаила Хергиани написал о нём книгу

## Ресурси Інтернета
- Фрагменты личного дела
- Песня о друге#Сторона 1 — 20:50 Памяти М.Хергиани|Памяти М.Хергиани из четвёртого винилового диска В. Высоцкого из серии «На концертах Владимира Высоцкого»
- «К Вершине» — песня В. Высоцкого. Памяти Михаила Хергиани
- О Михаиле Хергиани на сайте Клуба альпинистов «Санкт-Петербург»
- О Михаиле Хергиани на сайте Клуба альпинистов «Санкт-Петербург» (2)

1. 1 2  Хергиани Михаил Виссарионович // Большая советская энциклопедия: [в 30 т.] / под ред. А. М. Прохорова — 3-е изд. — Москва: Советская энциклопедия, 1969.